# Routes principales de Finlande
Les Routes principales (en finnois : Kantatiet, en suédois : stamväg)  sont des routes qui, avec les routes nationales et les routes régionales, forment le réseau routier finlandais et permettent les déplacements en province. 

## Description

Panneau indiquant la Route principale 42.

Les routes principales sont numérotées de 40 à 99. 
Leurs numéros sont affichés en noir sur fond jaune. 
En 2014, la Finlande a  4727 kilomètres de routes principales. Elles sont toutes  recouvertes.

## Les Routes principales de Finlande

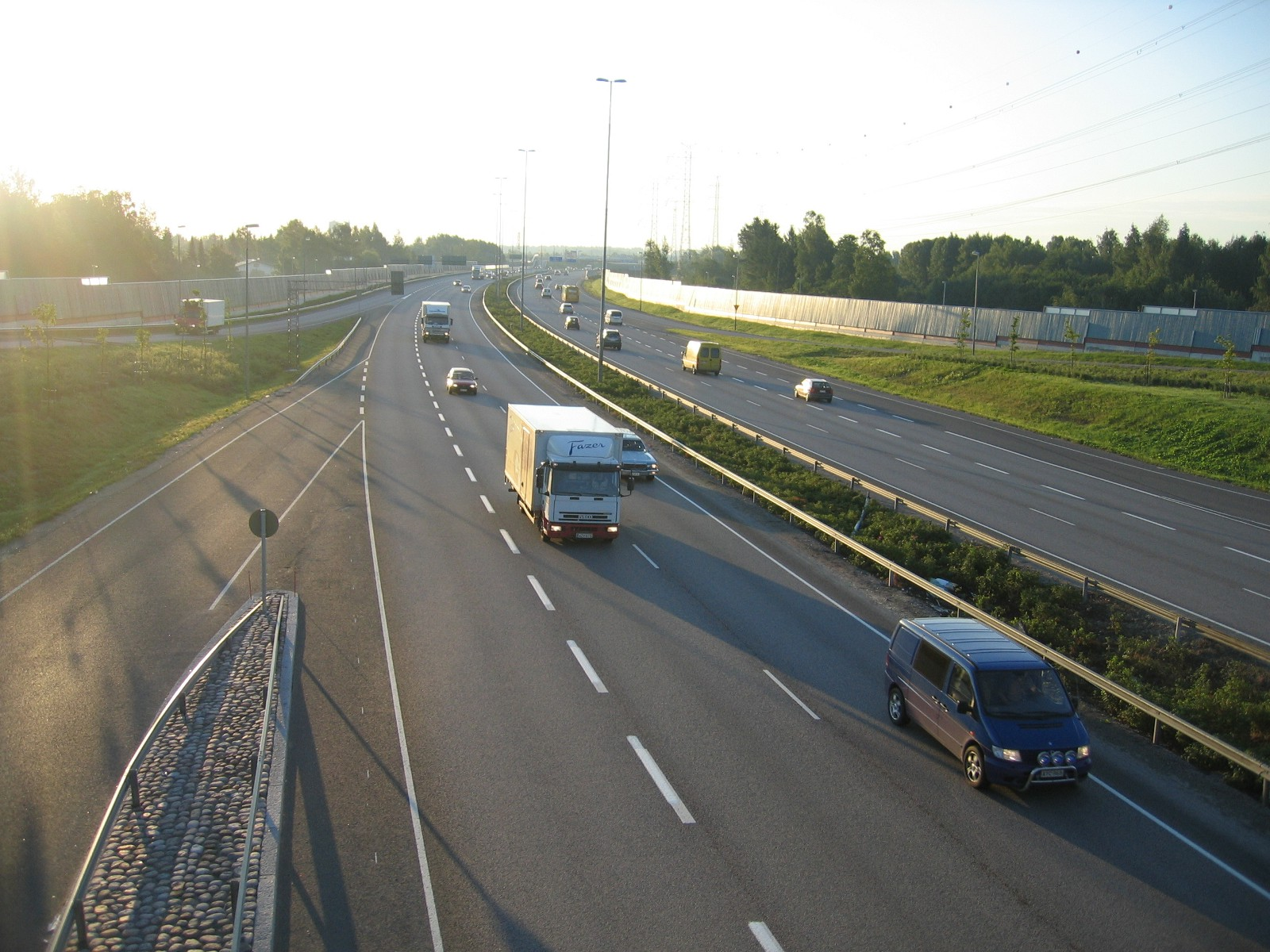
La Kantatie 50 (Kehä III) à Vantaa.

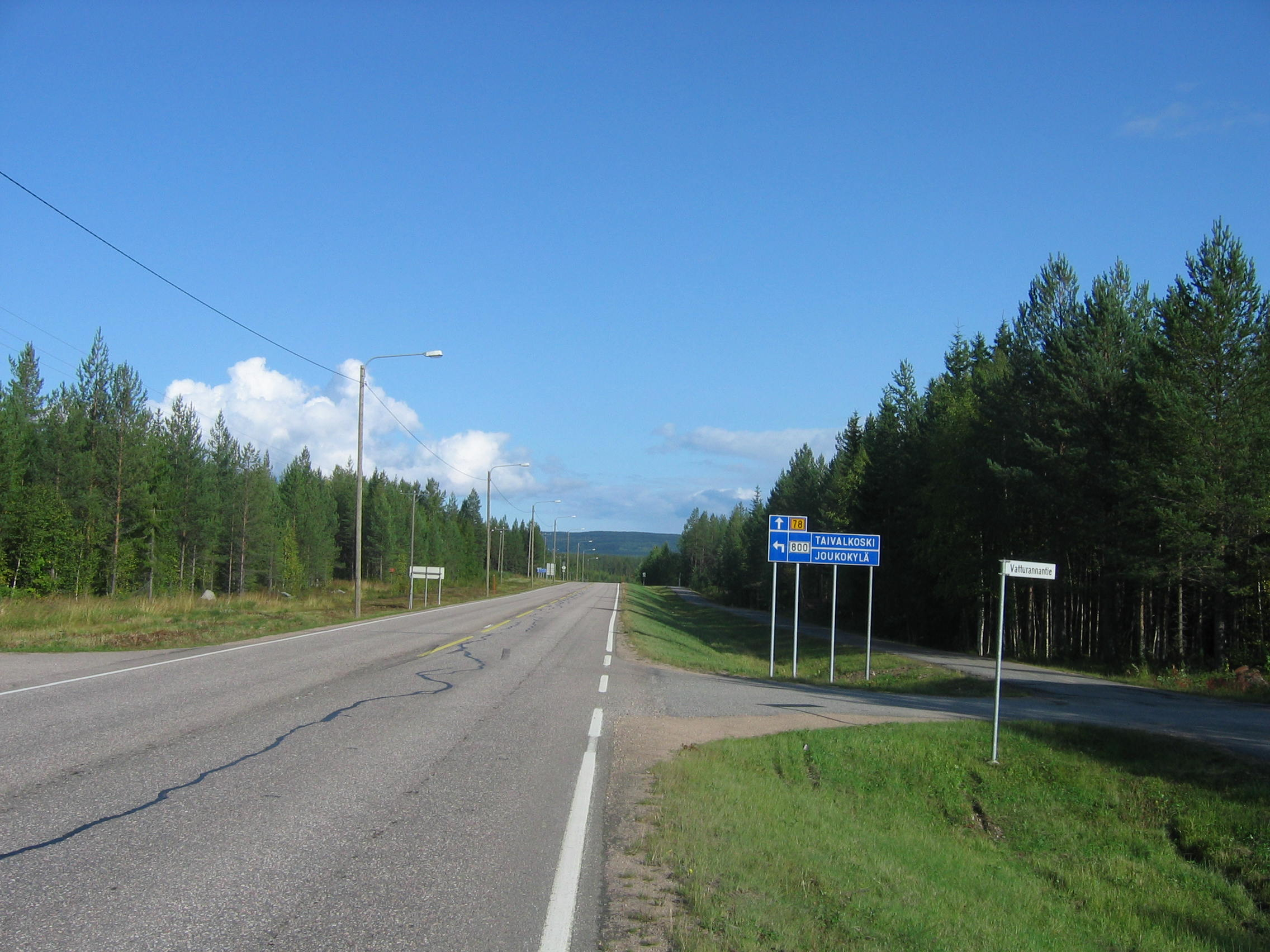
La Kantatie 78 à Puolanka.

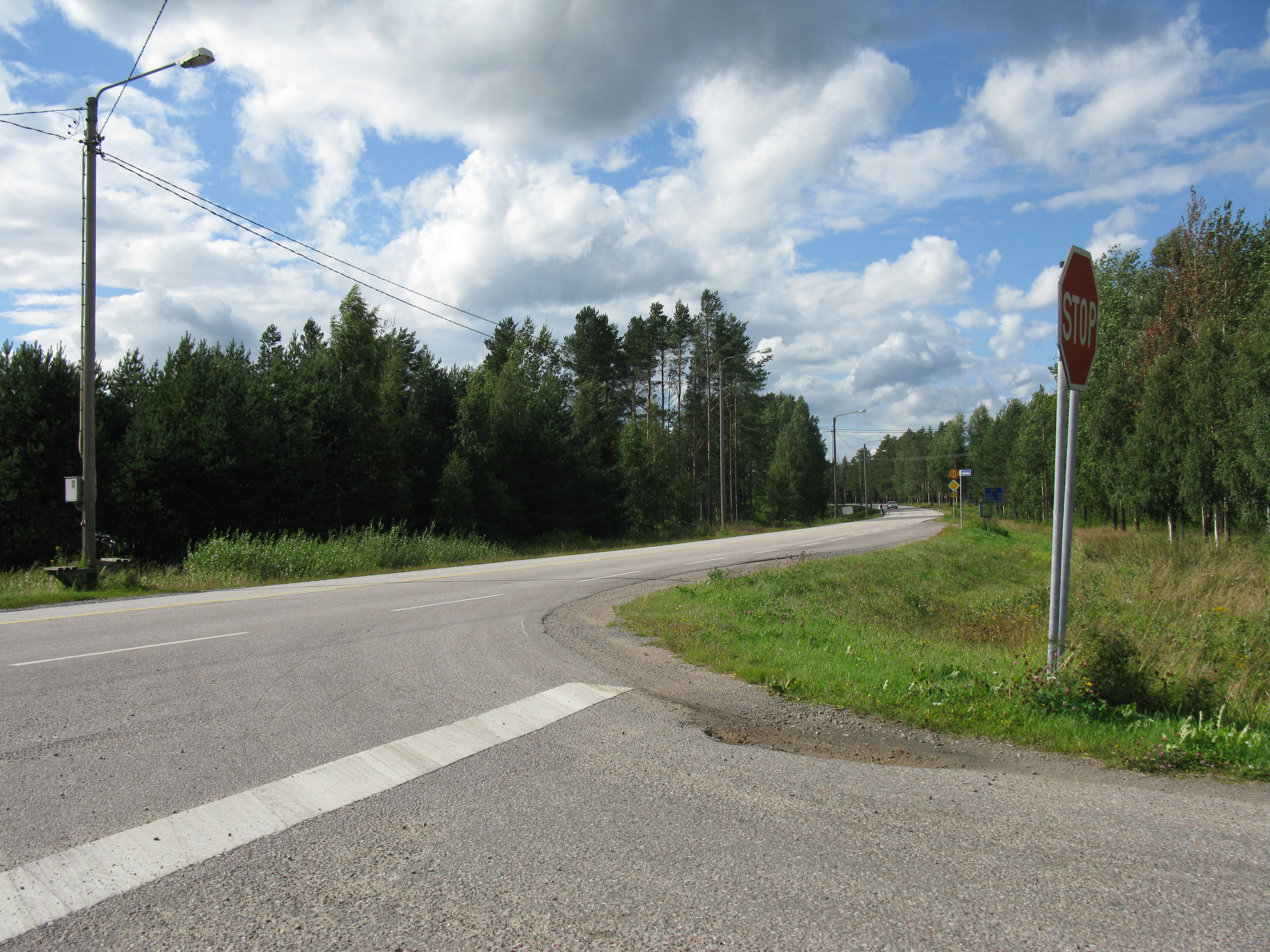
La Kantatie 88 à Pyhäntä.

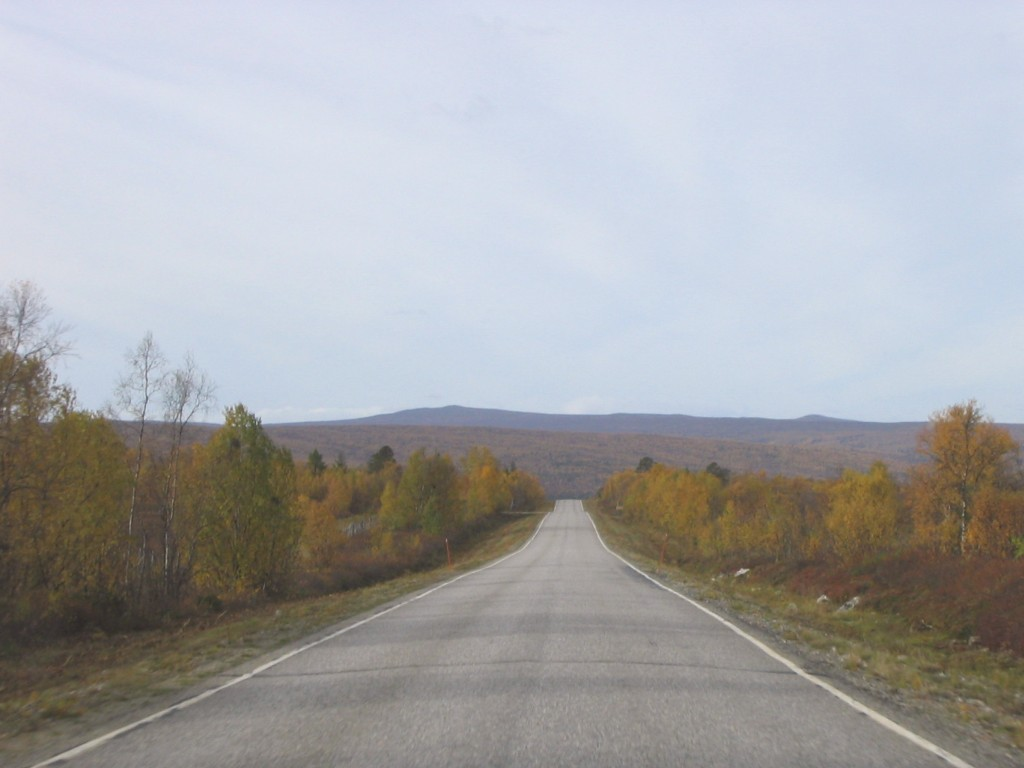
La Kantatie 92 entre Kaamanen et Karigasniemi.

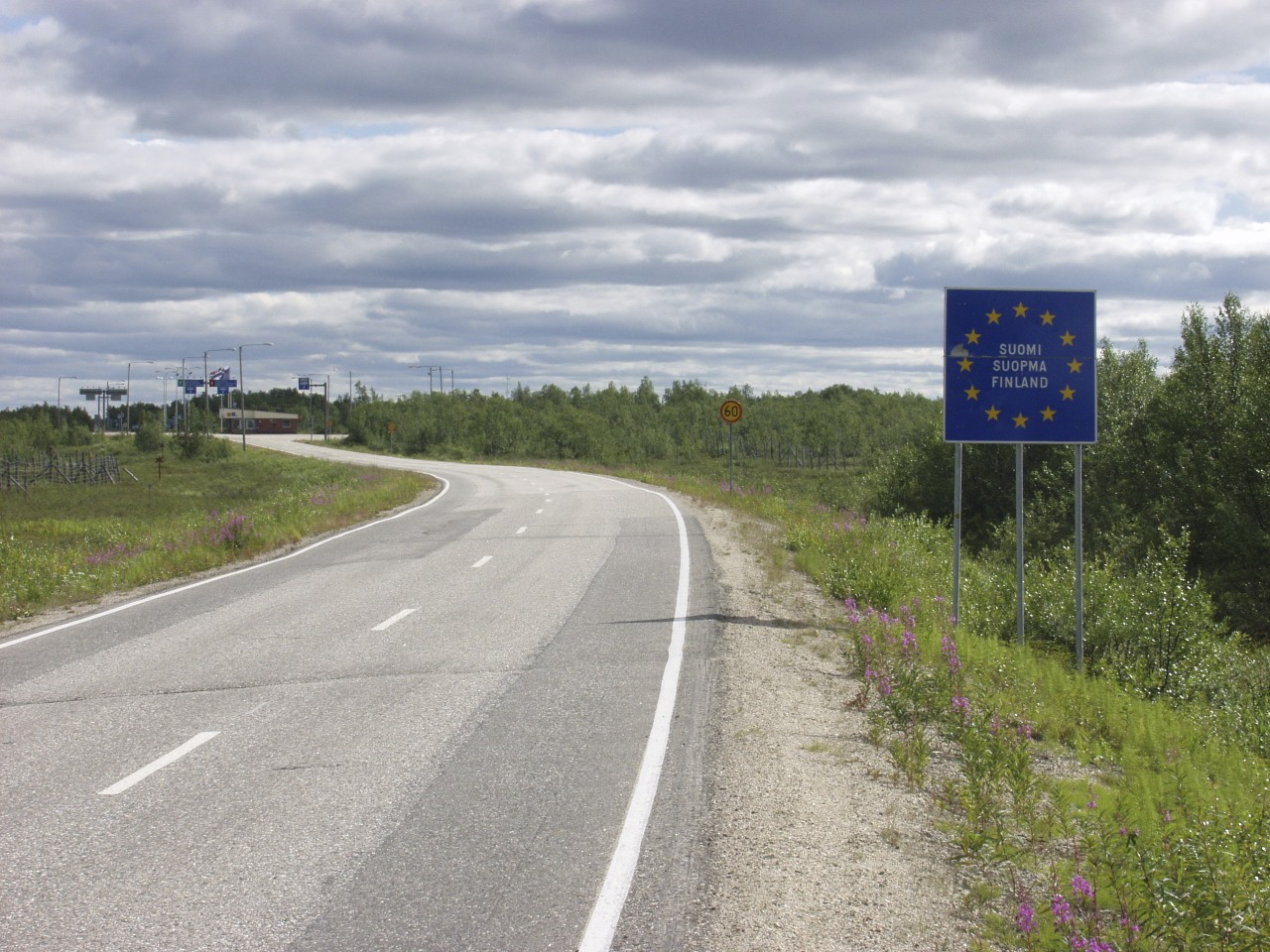
La Kantatie 93 vue de la frontière entre la Finlande et la Norvège à Kivilompolo, Enontekiö.

| Route principale | Trajet                                                             |
| ---------------- | ------------------------------------------------------------------ |
| Kantatie 40      | Naantali – Piikkiö (Turku)                                         |
| Kantatie 41      | Aura – Oripää – Vampula – Huittinen                                |
| Kantatie 43      | Uusikaupunki – Laitila – Eura – Harjavalta                         |
| Kantatie 44      | Kiikka – Kankaanpää – Kauhajoki                                    |
| Kantatie 45      | Helsinki – Tuusula – Hyvinkää                                      |
| Kantatie 46      | Kouvola – Heinola                                                  |
| Kantatie 50      | Länsisalmi – Ala-Tikkurila – Vantaankoski – Espoon keskus – Jorvas |
| Kantatie 51      | Helsinki – Karis                                                   |
| Kantatie 52      | Ekenäs – Salo – Jokioinen                                          |
| Kantatie 53      | Tuulos – Padasjoki                                                 |
| Kantatie 54      | Hollola – Riihimäki – Tammela                                      |
| Kantatie 55      | Porvoo – Askola – Mäntsälä                                         |
| Kantatie 56      | Jämsä – Mänttä                                                     |
| Kantatie 57      | Hämeenlinna – Pälkäne                                              |
| Kantatie 58      | Kangasala – Orivesi – Kivijärvi – Keuruu – Kärsämäki               |
| Kantatie 62      | Mikkeli – Imatra                                                   |
| Kantatie 63      | Kauhava – Kaustinen – Ylivieska                                    |
| Kantatie 65      | Tampere – Kuru – Virrat                                            |
| Kantatie 66      | Orivesi – Virrat – Lapua                                           |
| Kantatie 67      | Seinäjoki – Kauhajoki – Kaskinen                                   |
| Kantatie 68      | Virrat – Alajärvi – Jakobstad                                      |
| Kantatie 69      | Hirvaskangas – Suonenjoki                                          |
| Kantatie 71      | Kerimäki – Kitee                                                   |
| Kantatie 72      | Mikkeli – Pieksämäki – Suonenjoki                                  |
| Kantatie 73      | Kontiolahti – Lieksa – Nurmes                                      |
| Kantatie 74      | Joensuu – Ilomantsi                                                |
| Kantatie 75      | Siilinjärvi – Nurmes – Kuhmo                                       |
| Kantatie 76      | Sotkamo – Kuhmo                                                    |
| Kantatie 77      | Siilinjärvi – Viitasaari – Kyyjärvi                                |
| Kantatie 78      | Paltamo – Pudasjärvi – Rovaniemi                                   |
| Kantatie 79      | Rovaniemi – Kittilä – Muonio                                       |
| Kantatie 80      | Sodankylä – Kittilä – Kolari                                       |
| Kantatie 81      | Rovaniemi – Posio – Kuusamo                                        |
| Kantatie 82      | Vikajärvi – Kemijärvi – Salla                                      |
| Kantatie 83      | Sinettä – Pello                                                    |
| Kantatie 86      | Eskola – Ylivieska – Liminka                                       |
| Kantatie 87      | Iisalmi – Nurmes                                                   |
| Kantatie 88      | Raahe – Pulkkila – Iisalmi                                         |
| Kantatie 89      | Paltamo – Vartius                                                  |
| Kantatie 91      | Ivalo – Raja-Jooseppi (– Mourmansk)                                |
| Kantatie 92      | Kaamanen – Karigasniemi (– Lemmijoki)                              |
| Kantatie 93      | Palojoensuu – Hetta – Kivilompolo (Kautokeino – Alattio)           |
| Kantatie 98      | Aavasaksa (– Matarenki – Överkalix)                                |